# Стиебра, Розе
Ро́зе Теодоровна Стие́бра (латыш. Roze Stiebra; 17 марта 1942, Рига — 22 декабря 2024) — советский и латвийский режиссёр-мультипликатор.

## Биография
Розе Стиебра родилась 17 марта 1942 года в Риге.
Окончила факультет актёров кукольного театра Ленинградского института театра, музыки и кинематографии (1964). Работала режиссёром Латвийского телевидения (студия «Телефильм-Рига», 1966—1987), Рижской киностудии (1987—1990) и студии анимационных фильмов «Даука» (с 1991).
Шестикратный лауреат главной национальной кинопремии «Большой Кристап» в категории Лучший мультипликационный фильм («Как я ехал к деве Севера», 1980; «У меня в кармане», 1983; «Считалки в картинках», 1988; «Несс и Несси», 1993; «Сказочка», 1998; «Необычные рижане», 2001).
Член Международной ассоциации анимационного кино. Лауреат высшей награды Латвийского фонда культуры «Спидолас балва» (1995). Офицер ордена Трёх звёзд (2003).
В 2019 году была награждена Почётной грамотой Кабинета Министров Латвии.
Умерла 22 декабря 2024 года в возрасте 82 лет.

## Фильмография

### Режиссёр
- 1969 — Дождливый день
- 1970 — Хелло, Хела!
- 1972 — Пять котов
- 1972 — Как волк не съел поросёнка
- 1972 — Ну и случай!
- 1973 — Путешествие Ринглы
- 1974 — Волшебный скрипач
- 1974 — Приключения Дилли Далли
- 1974 — Дилли Далли в стране перпендикуляра
- 1975 — Золотое сито
- 1975 — Дилли Далли в Минку парке
- 1976 — Волшебная птица
- 1976 — Дилли Далли в солнечном саду
- 1977 — Зелёная сказка
- 1978 — Пёс и ветер
- 1979 — Заячья банька
- 1980 — Как я ехал к деве Севера
- 1981 — Что такое колхоз
- 1983 — У меня в кармане
- 1984 — Ай, милая сестрица!
- 1985 — Медведь-чудодей
- 1986 — Вот те на!
- 1987 — На порог мой села сказка
- 1988 — Считалки в картинках
- 1988 — Техника безопасности на камбузных работах
- 1988 — Пауза
- 1991 — Несс и Несси
- 1994 — Мельница кота
- 1996 — Сказочка
- 2000 — Собачка
- 2001 — Необычные рижане
- 2002 — Рождественский танец

### Сценарист
- 1972 — Пять котов
- 1975 — Золотое сито
- 1976 — Волшебная птица
- 1979 — Заячья банька
- 1980 — Как я ехал к деве Севера
- 1983 — У меня в кармане
- 1984 — Ай, милая сестрица!
- 1986 — Вот те на!
- 1987 — На порог мой села сказка
- 1988 — Считалки в картинках
- 1991 — Несс и Несси
- 1994 — Мельница кота
- 2001 — Необычные рижане
- 2002 — Рождественский танец